# Rosà

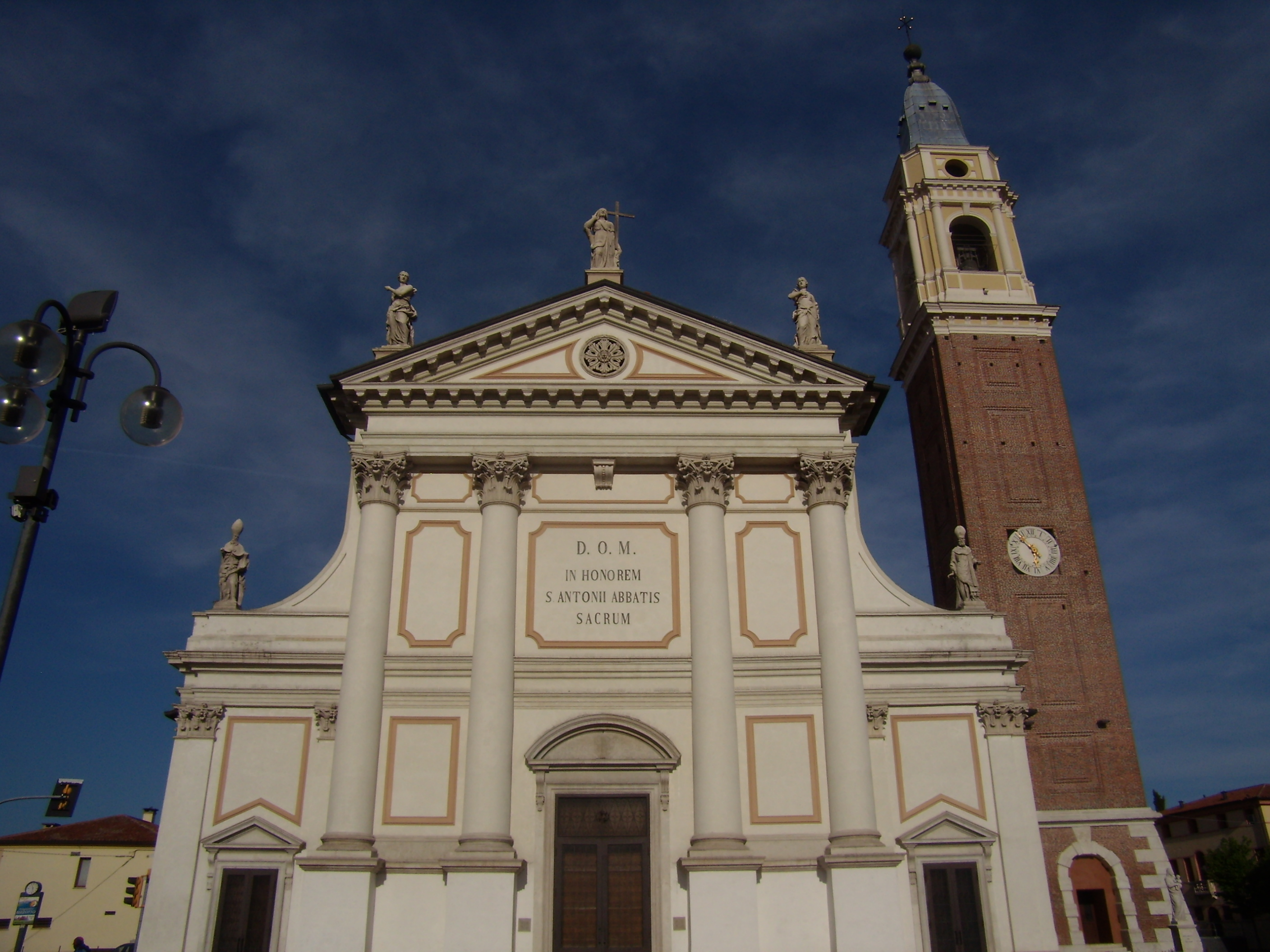
La cathédrale de Rosa

Rosà est une commune italienne de la province de Vicence dans la région Vénétie en Italie.

## Administration
| Période                                  | Période | Identité | Étiquette | Qualité |
| ---------------------------------------- | ------- | -------- | --------- | ------- |
|                                          |         |          |           |         |
| Les données manquantes sont à compléter. |         |          |           |         |

### Hameaux
Cusinati, Sant'Anna, San Pietro, Travettore

### Communes limitrophes
Bassano del Grappa, Cartigliano, Cassola, Rossano Veneto, Tezze sul Brenta